# Onthophagus shapovalovi
Onthophagus shapovalovi es una especie de insecto del género Onthophagus, familia Scarabaeidae, orden Coleoptera.

Fue descrita científicamente por Gusakov en 2012.